# 마그달레나 에릭손
마그달레나 에릭손(스웨덴어: Magdalena Eriksson, 1993년 9월 8일 ~ )은 스웨덴의 여자 축구 선수이다. 포지션은 수비수이며, 현재 독일 프라우엔-분데스리가의 바이에른 뮌헨에서 활동하고 있다.

## 클럽 경력
스톡홀름 근교를 연고로 하는 축구 클럽인 엔스케데 IK에서 선수 생활을 시작했지만 아버지의 조언에 따라 함마르뷔 IF DFF로 이적하게 된다. 17세 시절에 다말스벤스칸 무대에 데뷔했지만 함마르뷔가 2011 다말스벤스칸 시즌에서 하위 리그로 강등되면서 2011년 11월에 유르고르덴 IF로 이적하게 된다.
2012 다말스벤스칸 시즌에서 유르고르덴이 하위 리그로 강등된 이후에 린셰핑 FC로 이적하게 된다. 2017년 7월에는 잉글랜드 FA 여자 슈퍼리그의 첼시 FC 위민으로 이적하게 된다.

## 국가대표 경력
2012년 UEFA U-19 여자 축구 선수권 대회에서 스웨덴의 우승을 견인했으며 2014년 2월 8일에 열린 프랑스와의 경기에 처음 출전하면서 스웨덴 여자 축구 국가대표팀 선수로 데뷔했다. 2016년 리우데자네이루 하계 올림픽에서는 스웨덴의 은메달 획득에 공헌했고 UEFA 여자 유로 2017, 2019년 FIFA 여자 월드컵에도 참가했다. 2019년 FIFA 여자 월드컵에서는 스웨덴이 3위를 차지하는 데에 기여했다.

## 사생활
마그달레나 에릭손은 린셰핑 FC 시절에 만났던 옛 팀 동료이자 덴마크의 여자 축구 선수인 페르닐레 하르데르과의 관계를 맺고 있다.

## 수상

### 클럽
린셰핑 FC
- 다말스벤스칸 1회 우승 (2016)
- 여자 스벤스카 쿠펜 2회 우승 (2013-14, 2014-15), 1회 준우승 (2015-16)
- 여자 스벤스카 수페르쿠펜 2회 준우승 (2015, 2016)

### 국가대표
- 2012년 UEFA U-19 여자 축구 선수권 대회 우승
- 2016년 리우데자네이루 하계 올림픽 은메달